# Angela Gosov
Angela Natali Gosov (nemački: Angela Nathalie Gossow, Keln, 5. novembar 1974) je bivša pevačica švedskog melodičnog det metal benda Arč Enemi. Smatra se jednom od retkih uspešnih pevačica koja peva "det grolom".

## Biografija
Gosov je muzičku karijeru započela u bendovima Mistres i Asmodina. Jednom je prilikom intervjuirala Majkla Amota, gitaristu Arč Enemija, te mu je pritom dala demo snimku svog nastupa. Nakon što je bend 2000. godine odlučio zameniti pevača Johana Livu, pozvali su je na audiciju, te su odlučili da postane njihova nova pevačica. Gosov je za sada sa Arč Enemijem snimila pet studijskih albuma.
Angela je bend napustila početko 2014. a zamenila ju je pevačica kanadskog benda Agonist, Alisa Vajt-Glutz.

## Diskografija
Sa Asmodinom
- 1.  (Demo, 1991)
  2.  (Demo, 1994)
  3.  (Demo, 1996)
  4.  (1997)

Sa Mistresom
- 1.  (Demo, 1998)
  2.  (Demo, 1999)
  3.  (Demo, 2000)

Sa Arč Enemijem
- 1.  (2001)
  2.  (2002, EP)
  3.  (2003)
  4.  (2004, EP)
  5.  (2005)
  6.  (2006, DVD)
  7.  (2007, EP)
  8.  (2007)
  9.  (2008)
  10.  (2009)

## Spoljašnje veze
- Zvanična prezentacija Angele Gosov
- Zvanična prezentacija Arč Enemija